# Birgit Kleis
Birgit Kleis (født 3. november 1956 i Hellerup) er en dansk jurist og tidligere rigsombudsmand på Færøerne.
Kleis var uddannet cand.jur. i 1985, og har det meste af karrieren arbejdet i det danske Justitsministeriet.
Hun var i perioden 2001 til 2005 rigsombudsmand på Færøerne.